# Longitud de guerra
Longitud de guerra és una pel·lícula mexicana de drama històric, dirigida per Gonzalo Martínez Ortega en 1976. Basada en la novel·la Tomochic d'Heriberto Frías; narra la història de la rebel·lió dels habitants del poble de Tomochi, estat de Chihuahua, contra el govern de Porfirio Díaz en 1891.

## Argument
Longitud de guerra s'inspira en la novel·la Tomochic de Heriberto Frías, qui compta la seva experiència com a soldada de l'exèrcit federal que va reprimir la rebel·lió de Tomochi en 1891.
La pel·lícula inicia en 1886 mostrant-nos els antecedents dels tomochitecs com a soldats voluntaris en el combat als apatxes sota el comandament de Joaquín Terrazas; el seu posterior retorn a la vida civil i el desenvolupament d'una particular consciencia socio-religiosa autonomista que els porta a enfrontar-se amb els signes del poder que els oprimeixen: els cacics locals (presidents seccionals, municipals, caps polítics, governador, etc.), les companyies mineres i fusteres estrangeres afavorides pel govern de Porfirio Díaz i el governador Lauro Carrillo i, posteriorment, l'Església catòlica.
El poble es divideix entre una minoria que exerceix el poder i respecta a l'autoritat, encapçalada pel cacic i president seccional Reyes Domínguez (Aarón Hernán) i una majoria rebel liderada per Cruz Chávez (Bruno Rey) que exerceix un lideratge polític i religiós.
El seu primer enfrontament amb el govern es dona quan després d'una visita del governador Lauro Carrillo, aquest sostreu les pintures d'origen colonial dels sants de l'Església de Tomochi; que finalment i davant l'exigència dels tomochitecs, els retorna; posteriorment els principals líders del grup viatgen a visitar Teresa Urrea la Santa de Cábora, de qui es tornen fervents seguidors.
Al seu retorn, reben la visita del sacerdot Rosendo Castelo, qui recrimina agrament que haguessin col·locat la imatge de Teresa Urrea en l'altar de l'església i les cerimònies religioses realitzades per Cruz Chávez, cridant-los heretges i ignorants. Davant això, Chávez i la majoria del poble es rebel·len contra ell i desconeixen la seva autoritat religiosa. Castelo recorre a l'autoritat civil per tractar de fer-los tornar a l'obediència, amb l'únic resultat que els tomochitecs desconeguin també aquestes autoritats.
Diferents interessos particulars es conjuguen per exagerar les condicions de rebel·lió els tomochitecs, que arriben en forma d'informes exagerats al governador Lauro Carrillo, qui al seu torn també els magnifica en els seus informes al govern federal, tenint com a conseqüència l'ordre de repressió de l'exèrcit contra els rebels.
Els partidaris del govern deixen el poble i els rebels reben el suport de grups serrans cansats com ells dels abusos de poder de la classe governant, en particular de la gavilla liderada per Pedro Chávez (Héctor Suárez); aprofitant el seu coneixement del terreny i usant una estratègia per a enganyar els militars, els tomochitecs derroten al primer contingent federal enviat a reduir-los; en conseqüència i per ordre directa de Porfirio Díaz, un major destacament és enviat amb l'ordre d'arrasar el poble.
Els rebels, parapetats a l'església i en el denominat cuartelito, resisteixen l'avanç de l'exèrcit; però finalment van sent delmats per la superioritat numèrica i d'armament; finalment els soldats incendien l'església, que obliga a sortir als seus defensors i a moltes dones i nens aquí refugiats que són morts en el combat. La pel·lícula culmina amb la mort de tots els rebels i gran part de la població civil, sobrevivint solament un petit grup de dones i nens.

## Repartiment
- Bruno Rey com Cruz Chávez, líder de los tomochitecos.
- Narciso Busquets com Gral. José Manuel Muriel.
- Pedro Armendáriz Jr. com Manuel Chávez, germà de Cruz Chávez.
- Aarón Hernán com Reyes Domínguez, president seccional de Tomochi.
- Lina Montes com Antonia la Medrano.
- Mario Almada com Joaquín Terrazas.
- Jorge Humberto Robles com David Chávez.
- Martha Navarro com Clara Calderón.
- Ramón Menéndez com Cap. Genaro Chacón.
- Víctor Alcocer com José Ignacio Chavira.
- Eugenia D. Silva com Trinidad, dona de Cruz.
- Lucía Guilmain com Consolación Chávez, germana de Cruz Chávez i esposa de Reyes Domínguez.
- Jorge Russek com Lauro Carrillo, governador de Chihuahua.
- Óscar Morelli com Coronel Laureano.
- Rodrigo Puebla com Chabolé.
- Fernando Balzaretti com Heriberto Frías.
- Juan Ángel Martínez com Cap. Corral
- Evangelina Martínez com Felipa Gallegos.
- Dora Elsa Olea com Sara Lina.
- Sebastián Ligarde com Erasmo Calderón.
- Rogelio Flores com Major Santana Pérez.
- Jose Brown com Mr. Harrison
- Roberto Sosa com Capità Medina.
- José Luis Almada com Jorge Ortíz.
- Benjamín Blanco com Silviano González.
- Alma Delfina com Agustina Domínguez Chávez, filla de Reyes Domínguez i Consolación Chávez.
- Héctor Suárez com Pedro Chaparro.
- Leticia Perdigón com
- Hugo Stiglitz com "San José".

## Premis
Va rebre quatre nominacions a la XIX edició dels Premis Ariel de 1977, entre ells a Millor Pel·lícula i Millor Director; obtingudes totes dues per La pasión según Berenice i el seu director Jaime Humberto Hermosillo. Va ser a més la pel·lícula representant de Mèxic al Oscar a la millor pel·lícula de parla no anglesa; no obstant això no va rebre la nominació.